# Miclești (Vaslui)
Miclești es una comuna ubicada en el distrito de Vaslui, Rumania.

## Superficie
Posee una superficie de 43,28 kilómetros cuadrados.

## Demografía
Hasta 2021 la población era de 2143 habitantes, con una densidad de población de 49,51 habitantes por kilómetro cuadrado.